# The Beatles: Rock Band
The Beatles: Rock Band è un videogioco musicale dedicato ai The Beatles, parte della serie videoludica Rock Band sviluppata da Harmonix Music Systems per MTV Games, pubblicato per PlayStation 3, Xbox 360 e Wii nel 2009.

## Modalità di gioco
Questo titolo fa parte della serie Rock Band ed è il secondo interamente dedicato a un gruppo musicale -la prima era dedicata agli AC/DC-; il gioco presenta il medesimo gameplay della serie di appartenenza, consistente nel premere a tempo i pulsanti dei controller corrispondenti a quelli del medesimo colore che scorrono sullo schermo.
Il gioco ripercorre nella modalità storia l'evoluzione del gruppo di Liverpool riproponendo i classici del gruppo e utilizzando le location famose ad esso legate (come il palco dell'"Ed Sullivan Show" o il Cavern Club). Con il prosieguo nel gioco si possono inoltre sbloccare cenni biografici accompagnati da fotografie e filmati riguardanti il gruppo britannico.
Dal punto di vista del gameplay il gioco presenta alcune novità: in primo luogo è stata modificata la parte di canto tramite l'inserimento di più tracce vocali sovrapponibili per dare modo a più giocatori di cantare insieme e fare i cori che nelle canzoni dei Beatles sono presenti in considerevole quantità; in secondo luogo, è stata modificata la parte di batteria all'interno della quale non sono più presenti le parti dedicate ai fill: le note lampeggianti che stavano alla fine degli stessi tramite le quali si attivava l'overdrive sono sempre presenti e l'attivazione dello stesso è sempre vincolato a esse ma adesso non c'è più rischio che parte della sequenza di note possa essere coperta dal fill per l'attivazione dell'Overdrive. Analogamente sono state tolte anche le sequenze dette "gran finali"; queste modifiche sono state fatte da Harmonix su richiesta dei giocatori che a causa di queste sequenze aperte (i fill e i gran finali, appunto) non avevano parametri con cui confrontare i propri punteggi correttamente.

### Compatibilità con gli strumenti degli altri giochi
L'espansione supporta tutti gli strumenti dei capitoli della serie principale e anche quelli della serie di Guitar Hero ma conta anche su strumenti propri riproducenti quelli originariamente utilizzati dal gruppo britannico; il loro funzionamento è comunque il medesimo di quello degli altri controller.
La versione Xbox 360 del gioco supporta anche il microfono ideato da Microsoft dedicato specificatamente ai giochi musicali e supporta anche i microfoni del titolo musicale Lips.

## Brani utilizzati
- I Saw Her Standing There
- Boys
- Do You Want to Know a Secret
- Twist and Shout
- I Wanna Be Your Man
- I Want to Hold Your Hand
- A Hard Day's Night
- Can't Buy Me Love
- I Feel Fine
- Eight Days a Week
- Ticket to Ride
- Day Tripper
- Drive My Car
- I'm Looking Through You
- If I Needed Someone
- Paperback Writer
- Taxman
- Yellow Submarine
- And Your Bird Can Sing
- Sgt. Pepper's Lonely Hearts Club Band/With a Little Help from My Friends
- Lucy in the Sky with Diamonds
- Getting Better
- Good Morning Good Morning
- I Am the Walrus
- Hello Goodbye
- Revolution
- Back in the U.S.S.R.
- Dear Prudence
- While My Guitar Gently Weeps
- Birthday
- Helter Skelter
- Hey Bulldog
- Don't Let Me Down
- Come Together
- Something
- Octopus's Garden
- I Want You (She's So Heavy)
- Here Comes the Sun
- Dig a Pony
- I Me Mine
- I've Got a Feeling
- Get Back
- Within You Without You/Tomorrow Never Knows
- The End

### Canzoni scaricabili
Contrariamente a quanto avviene solitamente per le espansioni, questo capitolo di Rock Band dedicato ai The Beatles supporta la possibilità di scaricare canzoni aggiuntive, sia sotto forma di canzoni singole che di album completi; la canzone All You Need Is Love è stata pubblicata in esclusiva temporale per Xbox 360 qualche settimana dopo l'uscita del gioco nei negozi e, successivamente, sono state pubblicate tutte le restanti canzoni di Rubber Soul, Abbey Road e Sgt. Pepper's Lonely Hearts Club Band non facenti parte della tracklist presente su disco.
Il gioco non supporta le canzoni aggiuntive degli altri capitoli della serie e le canzoni aggiuntive di questo capitolo non sono compatibili con gli altri capitoli della serie; contrariamente a quanto avviene con le altre espansioni, inoltre, le canzoni non sono esportabili.

## Sviluppo
Il gioco è stato annunciato nella primavera del 2009 e ne è stato mostrato un trailer all'E3 di Los Angeles tenutosi nel mese di giugno. Per l'occasione a presentare il gioco salirono sul palco della conferenza Microsoft Ringo Starr e Paul McCartney in persona e, per gli altri due componenti morti, le rispettive vedove, ovvero Olivia Harrison (vedova di George Harrison) e Yōko Ono (vedova di John Lennon).
Il gioco è nato per volontà di Dhani Harrison (figlio di George) in quanto questi era un fan della serie; è stato lui a mettere in contatto i restanti membri del gruppo con il team di Harmonix e anche a suggerire delle idee per il gioco.
Successivamente il lancio del gioco è stato pianificato per il 9 settembre dello stesso anno (09/09/09) pianificando una giornata mondiale interamente dedicata ai "Fab Four" durante la quale radio e televisioni programmavano continuamente la loro musica e, oltre a celebrarli con l'uscita del gioco, venivano anche celebrati attraverso la pubblicazione dei loro dischi su cd in due cofanetti da collezione.